# Edson Taschetto Damian
Edson Taschetto Damian (Jaguari, 4 de março de 1948) é um bispo católico brasileiro. É o bispo de São Gabriel da Cachoeira desde 24 de maio de 2009 e membro da Fraternidade Sacerdotal Jesus Cáritas, que segue a espiritualidade de Charles de Foucauld. A diocese que dirige é uma das mais extensas (293 000 km²) e pobres do Brasil, com cerca de 95% da população pertencente a 23 etnias indígenas que habitam a região e que falam 18 línguas.

## Biografia
Dom Edson nasceu em Jaguari, (RS), 4 de março de 1948. Tem cinco irmãos.
Estudou filosofia na Universidade Federal de Santa Maria e teologia na Pontifícia Universidade Católica do Rio Grande do Sul. É mestre em teologia dogmática pela Faculdade de Teologia Assunção, em São Paulo. Foi ordenado padre por Dom Ivo Lorscheiter em 20 de dezembro de 1975, em Jaguari.
Foi Vigário Paroquial em Cachoeira do Sul (1976) e Tupaciretã (1977-1979).
Viveu dois anos com os Irmãozinhos do Evangelho, de Charles de Foucauld: em 1980, em Salvador como gari, varredor de rua; e em 1981 foi trabalhar na Bolívia, onde viveu em meio à população indígena camponesa Quéchua, em Titicachi.
Regressou à Diocese de origem, Santa Maria, RS. De 1982 a 1986 foi Pároco em Formigueiro e Coordenador Diocesano da Comissão Pastoral da Terra (CPT). Entre 1986 e 1996 exerceu a função de Responsável Nacional da Fraternidade Sacerdotal Jesus Caritas de Charles de Foucauld. Também neste período foi pároco e professor de teologia no Instituto de Teologia Paulo VI na Universidade Católica de Pelotas (1987-1993). Foi Assessor Nacional do Setor de Vocações e Ministérios da CNBB, em Brasília (1993-1999). Em 1999, foi como missionário para a Diocese de Roraima, igreja irmã da Diocese de Santa Maria. Nesta diocese, atuou como pároco da catedral, vigário-geral e coordenador diocesano de pastoral. Em Roraima, participou da luta pela homologação da terra indígena Raposa Serra do Sol.

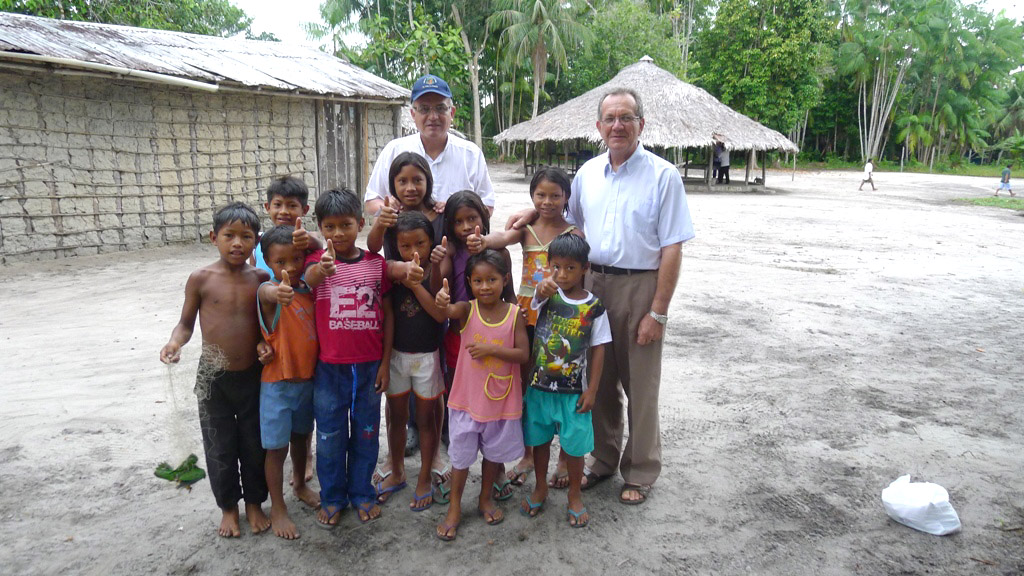
Dom Edson (dir.) com Dom Leopoldo González (secretário do CELAM) com algumas crianças em Matapi, fevereiro 2011.

## Bispo
Foi consagrado pelo bispo-emérito D. José Song Sui-Wan em 24 de maio de 2009, em São Gabriel da Cachoeira, tornando-se assim no primeiro bispo não-salesiano da Diocese de São Gabriel da Cachoeira desde a sua criação (em 1941).
Em 8 de novembro de 2023, foi acolhida a sua renuncia a diocese.

### Presidente do Regional Norte 1 da CNBB
No dia 9 de maio de 2019 foi eleito presidente do Regional Norte 1 da Conferência Nacional dos Bispos do Brasil, sucedendo a Dom Mário Antônio da Silva, bispo de Roraima.

## Lema
Com Jesus, Amar e Servir